# Госпорт
Госпорт (енгл. Gosport) је град у Уједињеном Краљевству у Енглеској. Према процени из 2007. у граду је живело 71.387 становника.

## Становништво
Према процени, у граду је 2008. живело 71.387 становника.
| 1981.  | 1991.  | 2001.  |
| ------ | ------ | ------ |
| 69,664 | 67,802 | 69,348 |